# José Carlos Guirado Puerta
José Carlos Guirado Puerta (Cartagena, 1 de enero de 1966) es un astrónomo español, actualmente residente en Valencia. Ha sido investigador en centros de prestigio como el Jet Propulsion Laboratory y el Harvard-Smithsonian Center for Astrophysics. Ha sido uno de los pioneros en la aplicación de técnicas astrométricas de alta precisión utilizando interferometría de muy larga base. También ha llevado a cabo labores de realización y dirección de programas de planetario en el Hemisferic de la Ciudad de las Artes y las Ciencias de Valencia.

## Reseña biográfica

### Nacimiento e infancia
José Carlos Guirado Puerta nació en el año 1966, en la localidad de Cartagena (Región de Murcia).

### Comienzos
Se doctoró en Física por la Universidad de Granada en 1994, teniendo a Jon Marcaide como director de tesis. Realizó varias estancias de investigación en centros como el Max-Planck-Institute de Radioastronomía, el Harvard-Smithsonian Center for Astrophysics, y el Jet Propulsion Laboratory (estancia postdoctoral, entre 1994 y 1996).

### Siguiente etapa
En el año 2001 consiguió una plaza de profesor titular en la Universidad de Valencia. El 27 de junio de 2013, fue nombrado director del Observatorio Astronómico de la misma Universidad. Sus trabajos de investigación están dedicados a la astrometría diferencial 
sobre cuasares y radioestrellas mediante interferometría intercontinental y al estudio de radio supernovas a gran resolución 
angular. 
Ha publicado más de 50 artículos en revistas internacionales como Astronomy & Astrophysics, The Astrophysical Journal, Monthly Notices of the Royal Astronomical Society, Science, o Nature, todas ellas dentro del top 25% de índice de impacto a nivel mundial.

## Premios y reconocimientos
- Nombrado director del Observatorio Astronómico de la Universidad de Valencia (2013)